# NGC 6447
NGC 6447 is een balkspiraalstelsel in het sterrenbeeld Hercules. Het hemelobject werd op 9 juli 1864 ontdekt door de Duitse astronoom Albert Marth.

## Synoniemen
- UGC 10975
- MCG 6-39-19
- ZWG 199.19
- KCPG 523B
- IRAS 17445+3535
- PGC 60829